# Reale (moneta)
Reale è il nome di moltissime monete di varie dimensioni e valore emesse da moltissimi stati in Italia e fuori.
Il reale grosso era un grosso d'argento fatto coniare ad Alghero da Alfonso V d'Aragona nel 1442 dal peso di 3,11 g, affiancato da un reale minuto di 0,85 g.
Il reale aragonese (o semplicemente aragonese) era un grosso d'argento coniato a l'Aquila nel 1443 su concessione di Alfonso I d'Aragona dal valore di 15 tornesi.
Il reale di Carlo d'Angiò' era una moneta d'oro emessa Carlo I nella  Zecca di Barletta nel 1266. Dopo il 1278, quando fu chiusa la zecca di Barletta, la coniazione passò a Napoli dove era stata creata la nuova zecca reale. Doveva sostituire, con lo stesso peso e titolo, l'augustale di Federico II.
In era moderna i reali d'argento battuti in Italia più noti sono: 
- - il reale del Monferrato: Ferdinando Gonzaga (1613 -1626)
  - il reale di Genova (1666)
  - il reale di Massa: Alberico II Cybo-Malaspina (1662)
  - il reale di Sardegna: emesso dai Savoia per la Sardegna, valeva 1/4 di lira o 1/300 di scudo sardo. L'ultimo fu battuto nel 1812, da Vittorio Emanuele I.